# Eriothrix rufomaculata
Eriothrix rufomaculata is een vliegensoort uit de familie van de sluipvliegen (Tachinidae).

## Verspreiding en leefgebied
Deze soort komt voor in Europa en Midden-Azië als parasiet op beervlinderrupsen.